# Yagi-jinja
Yagi-jinja (夜疑神社) est le sanctuaire du clan Yagi, où est vénéré Furutama,.
Il est situé dans un Chinju no Mori, à Kishiwada, Osaka. Il est accessible depuis Tadaoka Station (en) sur la Ligne principale Nankai,.
Il y a une bibliothèque pour enfants sur le terrain du sanctuaire.

## Histoire
L'année de fondation de ce sanctuaire est inconnue, mais il est également mentionné dans l'Engishiki, qui a été créé pendant la période Heian. Dans le Shinsen shōjiroku compilé au début de la période Heian, une description indique que le clan Yagi, un clan puissant et ancien, a consacré leur divinité ancestrale, Furutama. Plusieurs sanctuaires ont été fusionnés avec lui pendant la période Meiji.  Il a été promu au rang de Go-sha en 1943.
Il a été rénové en 2013 pour la première fois depuis 350 ans.

### Divinités consacrées
Le sanctuaire abrite de nombreux kami.
La divinité principale est Furutama le dieu de l'exorcisme et de la sécurité.
Durant la politique de consolidation des sanctuaires, de nombreux sanctuaires ont été fusionnés dans celui-ci, de sorte qu'il vénère un très grand nombre de divinités.
| Divinité                                 | Sanctuaire d'origine | Domaine                                                  |
| ---------------------------------------- | --- | -------------------------------------------------------- |
| Amaterasu                                | - 菅原神社（Sugawara-jinja, 下池田字二十四ノ坪） | Déesse du soleil                                         |
| Hachiman (Empereur Ōjin, 品陀和気命)     | - 八幡神社（Hachiman-jinja, 荒木字二十四ノ坪） - 八幡神社（Hachiman-jinja, 小松里字宮ノ前) - 春日神社（Kasuga-jinja, 池尻字持ノ木） - 菅原神社（Sugawara-jinja, 吉井字宮ノ前） - 産土神社（Ubusuna-jinja, 忠岡町北出字前） | Dieu de la victoire                                      |
| Tenjin (Sugawara no Michizane)           | - 菅原神社（Sugawara-jinja, 吉井字宮ノ前） - 菅原神社（Sugawara-jinja, 箕土路字宅地） - 菅原神社（Sugawara-jinja, 大町字宮の内） - 菅原神社（Sugawara-jinja, 額・額原字風呂尻） - 菅原神社（Sugawara-jinja, 下池田字二十四ノ坪） - 菅原神社（Sugawara-jinja, 忠岡町高月字高畑） - 厳島神社（Itsukushima-jinja, 西大路字土井） - 八幡神社（Hachiman-jinja, 小松里字宮ノ前） - 春日神社（Kasuga-jinja, 池尻字持ノ木） - 産土神社（Ubusuna-jinja, 忠岡町北出字前） | Dieu de l'apprentissage et de l'écriture                 |
| Ame-no-Tajikarao                         | - 犬飼神社（Inukai-jinja, 箕土路字犬養） | Dieu des arts martiaux et de la force                    |
| Inari Okami (Ukemochi (en))              | - 豊受神社（Toyosuke-jinja, 大町字里中） | Dieu de la nourriture et de la cuisine                   |
| Susanoo (Culte de Gion (en))             | - 八阪神社（Yasaka-jinja, 大町字福知山） | Dieu de l'agriculture, de la culture et de l'amour       |
| Ama-no-Koyane-no-mikoto (Kasuga no Kami) | - 八幡神社（Hachiman-jinja, 小松里字宮ノ前） - 春日神社（Kasuga-jinja, 池尻字持ノ木） - 菅原神社（Sugawara-jinja, 吉井字宮ノ前） | Dieu des mots et de la musique                           |
| Takuhadachiji-hime (en)                  | - 春日神社（Kasuga-jinja, 池尻字持ノ木） | Déesse des vêtements et des textiles                     |
| Sukunabikona                             | - 菅原神社（Sugawara-jinja, 下池田字二十四ノ坪） | Dieu de l'alcool et de la médecine                       |
| Izanami                                  | - 菅原神社（Sugawara-jinja, 吉井字宮ノ前） - 菅原神社（Sugawara-jinja, 箕土路字宅地） | Déesse de l'accouchement sûr et de la suppression du feu |
| Ichikishimahime                          | - 厳島神社（Itsukushima-jinja, 西大路字土井） | Déesse de l'eau et de la sécurité des voies navigables   |
| Takemikazuchi (Kasuga no Kami)           | - 八幡神社（Hachiman-jinja, 小松里字宮ノ前） - 春日神社（Kasuga-jinja, 池尻字持ノ木） - 菅原神社（Sugawara-jinja, 吉井字宮ノ前） | Dieu de la protection                                    |
| Futsunushi (Kasuga no Kami)              | - 八幡神社（Hachiman-jinja, 小松里字宮ノ前） - 春日神社（Kasuga-jinja, 池尻字持ノ木） - 菅原神社（Sugawara-jinja, 吉井字宮ノ前） | Dieu de la protection                                    |
| Mikumari                                 | - 菅原神社（Sugawara-jinja, 下池田字二十四ノ坪） | Déesse de l'eau                                          |
| Kotoshironushi                           | - 菅原神社（Sugawara-jinja, 吉井字宮ノ前） | Dieu des affaires                                        |
| Himegami (Kasuga no Kami)                | - 八幡神社（Hachiman-jinja, 小松里字宮ノ前） - 春日神社（Kasuga-jinja, 池尻字持ノ木） - 菅原神社（Sugawara-jinja, 吉井字宮ノ前） | L'épouse d'Ame-no-Koyane                                 |
| Agata no Inukai no Michiyo (en)          | - 犬飼神社（Inukai-jinja, 箕土路字犬養） | Mère de Tachibana no Moroe                               |

## Biens culturels
- La ville de Kishiwada est désignée bien culturel corporel
  - Ema pour la pluie (par Tsuda Unkei)[11]
- La ville de Kishiwada est désignée monument naturel
  - Complexe du sanctuaire Yagi Shrine[11]

## Festivals
- Festival régulier : le 5 octobre de chaque année
- Procession au sanctuaire Danjiri : chaque année, deux jours avant la Journée sportive (en) du Japon [9]

## Voir également
- Furutama